# Юрченко Анатолій Петрович (драматург)
Анатолій Петрович Юрченко (23 липня 1947, Воркута, Республіка Комі) — український письменник-сатирик, драматург, публіцист, журналіст, член Правління Конгресу літераторів України та Правління Міжрегіональної спілки письменників України, Прапороносець Голів земної кулі (з 2014)

## Біографія
Народився 23 липня 1947 р. в м. Воркута. Початковий літературний та журналістський досвід отримав ще в школі, співпрацюючи з редакцією газети «Заполярье», однак обрав інженерну освіту. Закінчив Пермське вище командно-інженерне училище Ракетних Військ Стратегічного Призначення (РВСП) СРСР за фахом «системи автоматичного керування літальних апаратів» (1970). Служив у РВСП на інженерних посадах: інженер цеху випробувань міжконтинентальних балістичних ракет, інженер-конструктор Окремого конструкторсько-технологічного бюро РВСП, розробник спеціалізованих комплексів на електронно-обчислювальної базі. За конструкторські розробки нагороджений орденом. Звільнився в запас з посади головного технолога Центрального ремонтного заводу РВСП у воїнському званні підполковник (1994).
Перше гумористичне оповідання надрукував у газеті «Вперед» (Удмуртія), але справжнім дебютом вважав перші публікації в «Крокодилі», «Літературній газеті» (Москва) та у гумористичних програмах Всесоюзної радіостанції «Маяк» (1974). Після переводу до Кіровограду друкувався також в обласних та республіканських газетах та журналах, зокрема в «Перці», «Україні», «Вітчизні» (Київ) та ін. Брав участь в літературних студіях під керівництвом поетів Валерія Гончаренка та Володимира Базилевського. До 1989 р. підписувався псевдонімом Юрій Март. Закінчив відділення журналістики Кіровоградського УМЛ (1980). На книжкових сторінках дебютував у збірнику «Тіні кімнати сміху» (Дніпро, 1989). З 1 вересня 1994 р. працював у всеукраїнському щотижневику «Україна-Центр» власним кореспондентом, оглядачем, заступником головного редактора. Вів також сторінку гумору, де друкувались відомі сатирики, гумористи і карикатуристи України і Росії: Володимир Орлов (Сімферополь), Семен Пивоваров (Феодосія), Юрій Кособукін (Київ) та ін. Відзначений обласною (Кіровоградської області) журналістською премією (2008) та іншими нагородами, дипломами, почесними грамотами. Нагороджений відзнакою Національної спілки журналістів України «Золота медаль української журналістики» (2009).
Першу п'єсу, двохактну комедію «Комета поза розкладом», надрукував у всеукраїнському щомісячнику «Забава» (розважальний додаток до газети «Кіровоградська правда», 2000). Одноактна п'єса «Большая Вера» (телевізійна історія) екранізована Кіровоградським обласним державним телебаченням (2012). Трагікомедія «Фауст, або Лиш той життя і волі гідний…» (лялькова версія, співавтор перекладу українською — Павло Босий, режисер-постановник) у 2016 році увійшла в репертуар Волинського академічного обласного театру ляльок (прем'єра — 28 жовтня 2016 р.).
Член НСЖУ (з 1996), Конгресу літераторів України (з 2008) та Міжрегіональної спілки письменників України (з 2010). Голова Правління (на громадських засадах) Кіровоградської обласної організації Всеукраїнської творчої спілки «Конгрес літераторів України» (з 2011 р.).
Живе в Кропивницькому.

### Книги
- «Тіні кімнати сміху» (Тіні кімнати сміху. Гуморески, іронічна поезія: збірник / Упоряд. Валентин Лукич Чемерис ; Худож. О. В. Пшеняников . — Дніпропетровськ: Промінь, 1989 . — 286 с. : іл. — На укр. яз. — ISBN 5-7775-0096-X)
- «…І все, що бажаєте» (І все, що бажаєте. На допомогу читцям — Кіровоград: Кіровоградський обласний будинок народної творчості, 1996)[7]
- «Лекарство от…» (рос.) (Лекарство от… Сатира, юмор / Худож. Георгий Топников. — Кіровоград: «Забава», 1998)
- «П'яте колесо» (П'яте колесо: Антологія сміху. — Кіровоград, ПВЦ «Мавік». 2002. — 274 стор. — ISBN 966-7718-15-8)
- Альманахи «Літературна Кіровоградщина»[8]:
  - Літературна Кіровоградщина. Альманах — Кіровоград: Центрально-Українське видавництво. — 2009. ISBN 978-966-1588-21-8;
  - Літературна Кіровоградщина. Альманах — Кіровоград: Центрально-Українське видавництво. — 2010. ISBN 978-966-1588-35-5;
  - Літературна Кіровоградщина. Альманах — Кіровоград: Центрально-Українське видавництво. — 2011. ISBN 978-966-1588-65-2;
  - Літературна Кіровоградщина. Альманах — Кіровоград: Імекс-ЛТД, 2012. ISBN 978-966-189-109-7;
  - Літературна Кіровоградщина. Альманах — Кіровоград: Імекс-ЛТД, 2013. ISBN 978-966-189-160-8;
  - Літературна Кіровоградщина. Альманах — Кіровоград: Центрально-Українське видавництво. — 2016. ISBN 978-966-130-104-6
- «Свой вариант» (Свой вариант. Альманах Межрегионального союза писателей и Конгресса литераторов Украины. Под ред. В. Спектора. — Луганск: «Элтон-2», 2013. — 428 с. ISBN 2306-3378) (рос.)

та інші альманахи і безліч сатиричних, гумористичних, публіцистичних та журналістських публікацій у періодиці СРСР, України та Росії.

### П'єси
- «Комета без расписания», комедія (рос.) (Кіровоград: «Забава», 2000) (нова редакція — «Комета поза розкладом, або Що ти зробив для України», українською мовою, 2017)
- «Большая Вера», телевізійна історія (рос.) (2012)
- «Оксюморон», комедія (рос.) (2012)
- «Гра в ляльки по-дорослому», комедія (2013)
- «Фауст, або Лиш той життя і волі гідний…», трагікомедія (2016)
- «Играем Фауста (Остановись, мгновенье, ты прекрасно?)», трагікомедія (рос.) (2017)
- «My name is Lear (Репетиция)», stand-up трагікомедія за мотивами трагедії Шекспіра «Король Лір» (рос.) (2018) (всеукраїнський альманах «Форум». — Дніпро: Акцент ПП, 2019. ISBN 978-966-921-235-1 сс.298 — 312)

## Нагороди
- Орден «За службу Батьківщині в Збройних Силах СРСР» ІІІ ступеня (1985)
- Медаль «Ветеран Збройних Сил СРСР» (1991) та інші медалі Збройних Сил СРСР та України
- Медаль Національної спілки журналістів України «Золота медаль української журналістики»
- Обласна журналістська премія (Кіровоградської області) та інші журналістські відзнаки
- Нагороди міжнародних літературних конкурсів і фестивалів